# Diocèse de Saint-Marin-Montefeltro
Le diocèse de Saint-Marin-Montefeltro (en latin : Dioecesis Sammarinensis-Feretrana ; en italien : Diocesi di San Marino-Montefeltro) est un diocèse de l'Église catholique en Italie, suffragant de l'archidiocèse de Ravenne-Cervia et appartenant à la région ecclésiastique d'Émilie-Romagne.

## Territoire

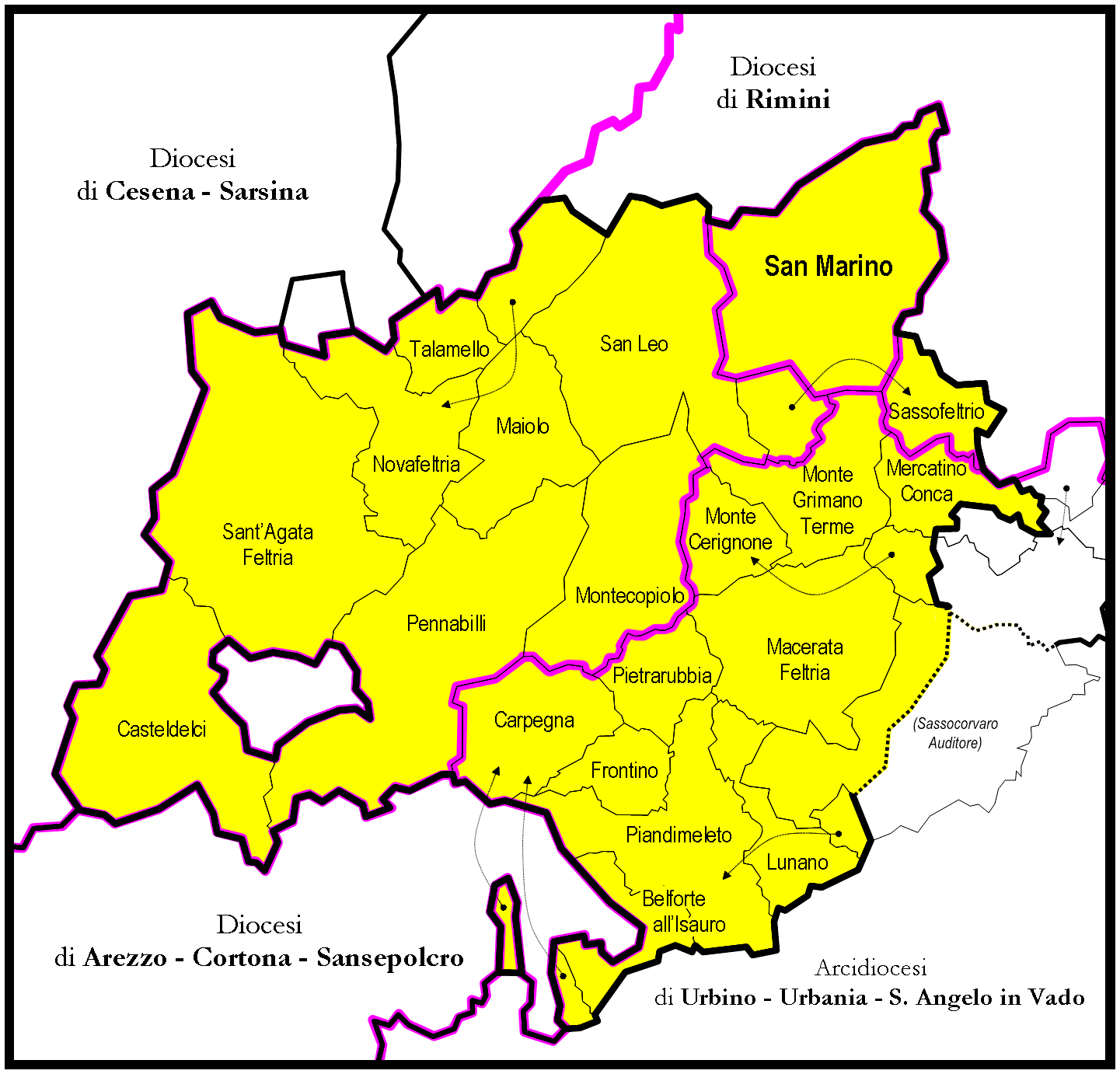
Territoire du diocèse.

Il est situé sur le territoire de deux États différents : la République de Saint-Marin et l'Italie. Il a sous sa juridiction tout le territoire de Saint-Marin, et pour l'Italie, une partie de la province de Pesaro et d'Urbino, le reste de cette province étant géré par les archidiocèses d'Urbino-Urbania-Sant'Angelo in Vado et de Pesaro et les diocèses de Fano-Fossombrone-Cagli-Pergola, Senigallia, Gubbio et de Rimini ; Il administre aussi une partie de la province de Rimini dont le reste se trouve dans le diocèse de Rimini.
Son territoire couvre 728 km2 divisé en 81 paroisses. L'évêché est à Pennabilli avec la cathédrale saint Léon ; dans la même ville, se trouve le sanctuaire de Notre-Dame de Grâce. Parmi les pèlerinages du diocèse, on peut citer Talamello où les fidèles vénèrent un crucifix considéré comme miraculeux et Monte Cerignone avec le bienheureux Dominique Spadafora. La ville de Saint-Marin possède la basilique de Saint-Marin avec les reliques du saint éponyme ainsi que la basilique du Cœur Immaculée de Marie, siège national de la garde d'honneur du Cœur Immaculée de Marie pour l’Italie et Saint Marin.

## Histoire
Le diocèse de Montefeltro existe déjà au VIIIe siècle. La première mention remonte à 785, lorsque Charlemagne, avec l'approbation du pape Adrien Ier, l'érige en siège suffragant de l'archidiocèse de Ravenne. Cependant, la première mention d'un évêque de Montefeltro remonte à 826, année où l'évêque Agaton participe au synode romain organisé par le pape Eugène II.
Un document de 964, à l'époque du pape Léon VIII, et un autre daté du 7 juillet 997, pendant le pontificat du pape Grégoire V, confirment que Montefeltro est un diocèse suffragant de l'archidiocèse de Ravenne. En 1050, le diocèse est soustrait de l'autorité métropolitaine de Ravenne. En 1154, il est placé sous exemption. En 1125, le pape Honorius II, par la bulle Officii nostra, confirme à l'évêque Pietro Carpegna toutes les juridictions et possessions de l'église de Montefeltro ; ce document est important car pour la première fois toutes les pièves, églises et chapelles du diocèse sont répertoriées.
Au début du XVe siècle, l'évêque Giovanni Seclani abandonne la résidence historique de San Leo et la place à Talamello, où il fait construire un palais épiscopal en 1437. Le 4 juin 1563, il entre dans la province ecclésiastique de l'archidiocèse d'Urbino. L'évêque Sormani, avec l'autorisation du pape Pie V et la confirmation de Grégoire XIII, par le moyen de la bulle Aequum reputamus du 25 mai 1572, déplace sa résidence de San Leo à Pennabilli. Ce déménagement est préconisé par Guidobaldo II della Rovere, qui aspire à avoir la domination absolue de San Leo, sans la présence de membres du clergé. La même année 1572, dans un synode diocésain, il est décidé d'accepter l'offre de la commune de Macerata Feltria de financer le séminaire diocésain. Les synodes de l'évêque Sormani se déroulent en divers endroits du diocèse : Sant'Agata Feltria, l'abbaye de Valle Sant'Anastasio, Pennabilli, Saint-Marin, Macerata Feltria.
Consalvo Duranti succède à l'évêque Sormani ; après avoir résidé sept ans à Pennabilli, en 1614, il déménage à l'abbaye de Valle Sant'Anastasio, mais après sept ans, en 1621, il fixe sa résidence à Macerata Feltria. L'évêque Scala réside également dans divers endroits, de 1643 à 1644 à Pennabilli, puis à Valle Sant'Anastasio, Macerata Feltria et Saint-Marin, pour finalement retourner à Pennabilli.
Au XVIIe siècle, l'évêque Buoni tente de rétablir l'église de saint Léon comme cathédrale du diocèse à la place de la nouvelle cathédrale Pennabilli, dont la construction commence sous l'évêque Sormani et se poursuit sous l'évêque Duranti. Mais cette tentative échoue à la suite du recours présenté au Saint-Siège par les citoyens de Pennabilli. L'évêque Buoni restaure la cathédrale de saint Léon et y place un trône en bois stable et obtient du pape Clément X le palais ducal dont il fait sa résidence. Les chanoines réagissent contre cette décision en faisant appel à la reine de Pologne par l'intermédiaire de son secrétaire Valentini et du cardinal Carpegna. La coutume de prendre possession du diocèse d'abord à Pennabilli puis à San Leo est attestée à partir de l'évêque Belluzzi ; bien qu'il réside principalement à Pennabilli, il change souvent de résidence, retournant dans tous les endroits déjà mentionnés.
Le 25 mars 1729, le pape Benoît XIII, par le motu proprio Nuper nobis innotuit veut restaurer l'église de San Leo en tant que cathédrale et réduire la cathédrale de Pennabilli au rang de collégiale mais l'opposition des habitants de Pennabilli rend cette décision impossible.
Le 22 février 1977, avec le décret Proprius dioecesis de la congrégation pour les évêques, le diocèse prend son nom actuel et subit quelques variantes territoriales. Il cède deux paroisses au diocèse de Sarsina et dix autres au diocèse de Rimini ; toutes ces paroisses sont situées dans la province de Forlì. Il obtient des diocèses susmentionnés quatre paroisses situées dans la province de Pesaro et deux autres de la République de Saint-Marin ayant appartenu au diocèse de Rimini. En même temps, le diocèse redevint suffragant de l'archidiocèse de Ravenne. Du 22 février 1977 au 25 mai 1995, le diocèse est uni in persona episcopi au diocèse de Rimini.
Après une trentaine d'années de restauration, la cathédrale de Pennabilli est de nouveau consacrée le 17 juin 2000 ; tandis que l'ancienne cathédrale de San Leo, nettoyée et consolidée, est rouverte le 1er août 2006. Au cours des dernières décennies, deux papes visitent le diocèse : le pape Jean-Paul II en septembre 1982 pour une visite apostolique en République de Saint-Marin ; et le pape Benoît XVI le 19 juin 2011 pour une visite pastorale dans le diocèse.

## Sources
- http://www.catholic-hierarchy.org